# Rajú Madur
Rajú Madur es un célebre mentalista indio nacido en Jaipur en 1945.

## Biografía

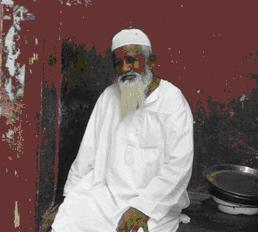
Rajú Madur en Jaipur, Rajastán, en 2009.

Comenzó sus estudios en la ciudad india de Nueva Delhi, siendo políticamente perseguido por sus predicciones.
En 1970, el joven Rajú se refugió en Varanasi a orillas de Río Ganges y se convirtió al saduismo después del famoso ritual burn-body, donde sumergió sus brazos en una tinaja con agua hirviendo.
En 1980, ante la falta de recursos económicos para continuar con sus estudios, fue conductor de una línea de autobuses.
Durante este tiempo fue blanco de numerosas denuncias de pasajeros, acusando casos de hipnosis, e incluso de otros actos delictivos.
Fue absuelto de todos los cargos, pues en ningún caso se pudo probar nada. Los medios locales atribuyeron las acusaciones a persecución política.
Dio conferencias en diferentes países del medio oriente.
Fue uno de los primeros difusores del Feng Shui en África y Sudamérica.
Sus discípulos afirman que durante su vida, Rajú ha asesorado a numerosos mandatarios del planeta.
Es el mayor expositor de la técnica de mentalismo "read-mind/write-paper".
Se lo considera un referente en el área de la levitación de objetos, sobre todo, aquellos de gran porte.
Actualmente vive en Nepal y viaja por el mundo brindando charlas sobre mentalismo, espiritismo y magia.

## Controversia

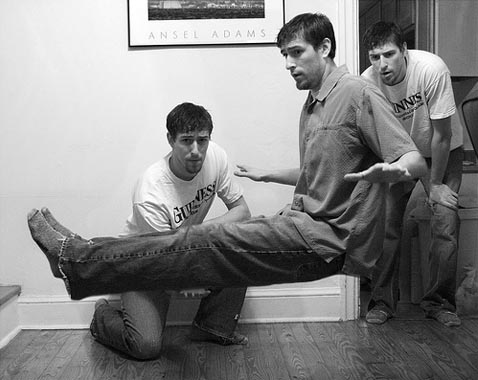
El ilusionista Arthur Krist utilizando técnicas de autolevitación de Rajú Madur.

Sus presentaciones públicas siempre han causado gran controversia, sus simpatizantes le atribuyen poderes telepáticos, mientras que sus detractores dicen que es sólo un gran ilusionista.
Muchos magos e ilusionistas de la actualidad dicen utilizar sus técnicas y lo tienen como referente, reforzando la teoría de que sus demostraciones eran más una forma de arte que algo esotérico.